# Margit Wessbrandt
Margit Wessbrandt, född 1917, död 2012, var en svensk kontorist och målare.
1917 föddes Margit Johansson i Göteborg. Mamma Elin drev ett kafé och pappa Ivar var droskägare. 1934 tog hon realexamen vid Göteborgs kommunala mellanskola. Därefter kontoristutbildning och arbete som kontorist fram till äktenskapet 1944. På fritiden gick hon diverse konstkurser och började måla. 1944 gifte hon sig med Sture Wessbrandt som arbetade vid SJ. De flyttade från Göteborg till Kristinehamn i Värmland och Margit kunde börja måla på allvar. Åren 1944–1949 kom att bli hennes mest produktiva som konstnär. Hon företog då även ett antal målarresor till bland annat svenska fjällen, Öland och Italien. 1949 fick de barn och 1952 flyttade familjen tillbaka till Göteborg. 1960 började hon åter förvärvsarbeta på deltid. Hon anställdes några år senare vid Göteborgs socialförvaltning och arbetade där fram till pensionen 1982. När arbete och familj så tillät fortsatte hon med sin konstnärliga vidareutbildning och sitt konstnärliga skapande, bland annat under resor till Spanien 1956 och till Italien flera gånger på 1970-talet. 1984 trappade hon ner det egna aktiva konstnärskapet och koncentrerade sitt konstintresse till konstföreningslivet. Hon var under många år, långt in på 2000-talet aktiv i styrelserna för Tjänstemännens Konstförening, Göteborgs konstförening, Sveriges Konstföreningars Riksförbund.
Hon blev också anlitad som föredragshållare om olika konstriktningar och konstnärer. Hon samlade konstlitteratur och foton av konstverk. Vid sidan av konsten så byggde hon upp samlingar av miniatyrer, dockor, snäckor och brevpressar. Hon var aktiv inom kultur- och föreningsliv och så länge hälsan tillät besökte hon flitigt gallerier och utställningar, konserter och teaterföreställningar.
2012 avled hon i Göteborg vid 95 års ålder.

## Konstutbildningar
Intresset för att skapa konst vaknade under tonåren och under åren provade hon på många olika tekniker och uttrycksformer. Ett urval av konstutbildningar och kurser hon deltagit i:
- Kurser i porslins- och sidenmålning
- Krokiteckning på Valands målarskola för Tore Ahnoff
- Grafik, kroki, måleri för Börge Hovedskou
- Måleri, skulptur, keramik och glaskonst för Lennart Ason
- Porträttmåleri för Saga Walli
- Konstkurser i Italien och Spanien för Lennart Seth, Jöran Salmson och Tore Hultkrantz

Hon har medverkat i samlingsutställningar i Kristinehamn, Göteborg och Numana (Italien), men ville aldrig satsa på en egen separatutställning.